# Зсув (порушення)

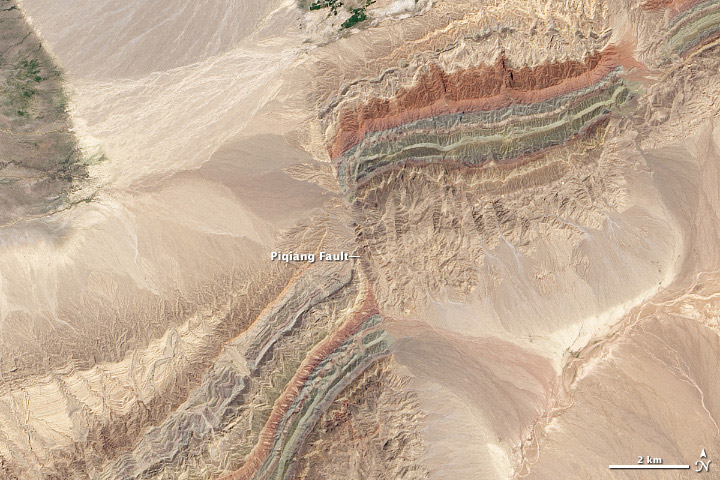
Зсув у Такла-Макан. Китай.

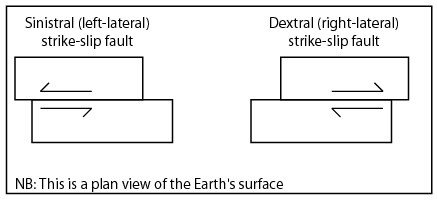
Схема, що ілюструє зсувні порушення.

Зсув (рос. сдвиг, англ. slip, jump, down-throw, strike-slip fault; нім. Schub m, Ableitung f, Verschiebung f) — порушення природної рівноваги залягання верств гірських порід з розривом їх суцільності і переміщенням у горизонтальному або близькому до нього напрямі. 

## Загальний опис
Зсуви виникають під час горотворення, внаслідок зволоження ґрунту, а також діяльності людини (техногенні — при гірничих та будівельних роботах тощо). Очікувані З. — зсуви, які визначаються попередніми розрахунками згідно з календарними планами розвитку гірничих робіт.

Зсув

Зсуви є результатом ковзання гірських мас по схилах на змоченому водою водотривкому шарі порід. Виникають вони під дією сили тяжіння. Для зсувів характерним є те, що більшість точок маси, що зміщується, рухається за траєкторією, паралельною до водотривкої поверхні.
Зсуви займають проміжне положення між іншими видами зміщень гірських мас по схилах. У певних геологічних, гідрогеологічних і інженерно-геологічних умовах вони легко переходять у обвали та осипи.
Для виникнення і розвитку зсувів потрібні деякі параметри, серед них найбільше значення мають: висота, крутизна і форма схилів, геологічна будова зсувної ділянки, властивості порід, гідрогеологічні умови.
Головними причинами зсувів слід вважати три групи факторів:
1) зміна зовнішньої форми і висоти схилу;
2) зміна структури і послаблення фізичних властивостей порід, що складають схил, за рахунок процесів вивітрювання, зволоження підземними, дощовими, талими і господарськими водами, за рахунок механічного винесення часток текучою водою і виникненням у породі порожнин (суфозія);
3) додатковий тиск на породи, які складають схил, за рахунок: гідродинамічного тиску під час фільтрації води у бік схилу, гідростатичного тиску води в тріщинах і порах породи; штучного статичного і динамічного навантаження на схил, а також сучасних тектонічних і сейсмічних явищ.
Умови і причини виникнення зсувів є різноманітними. При цьому слід пам’ятати, що кожен випадок утворення зсуву може бути одночасно пов’язаним із декількома причинами.
Одним із факторів, що визначає стійкість схилу і характер можливих зміщень, є його будова. Схили можуть бути утворені як однорідними породними масами, так і слоїстими нашаруваннями, які є різними за складом.
Маса гірської породи, що зміщується під час зсування, має назву тіло зсуву. Поверхня, по якій відбувається зміщення, має назву поверхня сковзання, або поверхня зсуву. Місце виходу поверхні сковзання на поверхню схилу або на поверхню біля її підніжжя має назву підошва зсуву.
Порушення стійкості схилу може бути обумовлене різними причинами. Це, в першу чергу, тектонічні процеси, денудація, діяльність поверхневих та  підземних вод, а також інженерна діяльність людей.
Тектонічні процеси порушують структуру схилу. У скельних породах, що складають схил, утворюються тріщини. За таких умов окремі блоки гірських порід можуть бути нестійкими і сповзати вниз, утворюючи обвал.

### Класифікація зсувів
Існує багато різних класифікацій зсувів: за структурою, за характером захоплення схилу, за гідрогеологічними характеристиками, за віком і т. ін.
Класифікація зсувів за віком і фазами розвитку:
- 1.	Сучасні – утворилися за сучасного базису ерозії і рівня абразії:

а) рухливі; 
б) що призупинилися;
в) що зупинилися; 
г) що закінчилися.
- 2.	Давні – утворилися за іншого базису ерозії та рівня абразії:

а) відкриті (нічого, окрім ґрунту, на поверхні не мають); 
б) поховані (що є перекритими більш пізніми відкладеннями).
Більшість зсувних схилів можна поділити на дві групи:
– штучні відкоси насипів, кар’єрів, виїмок та котлованів, що утворюються за одночасного порушення рівноваги;
– що утворюються за послідовного виникнення низки етапів порушення рівноваги у гірському масиві

### Розрізнюють такі стадії розвитку зсуву
- п р и х о в а н а — від початку мікрозсування до появи видимих ознак формування зсуву (тріщин на земній поверхні, випирання порід в основі борту кар'єру тощо); швидкість посування наприкінці прихованої стадії 1-10 мм/доб;
- п о ч а т к о в а — з моменту появи видимих ознак до переходу в сталу чи активну стадію;
- с т а л а — період, в який посування характеризується постійною швидкістю; проявляється на пологих бортах лежачого боку, може зупинитися до переходу в активну стадію;
- а к т и в н а — період, коли швидкість переміщення безперервно збільшується;
- з а т у х а н н я — період, коли швидкість посування зсунутих мас зменшується до повної їх зупинки.

### Вторинні переміщення
Вторинними переміщеннями називають активізацію раніше спостережуваних деформацій (г.ч. зсувів), що виникає в результаті зовнішніх впливів (вплив підземних вод, випадання атмосферних опадів, танення снігів, збирання частини зсунених мас, зовнішнього перевантаження і ін.), що нерідко супроводжується залученням у рух мас гірських порід, раніше на порушених руйнівними деформаціями.